# 阿拉巴馬農工大學

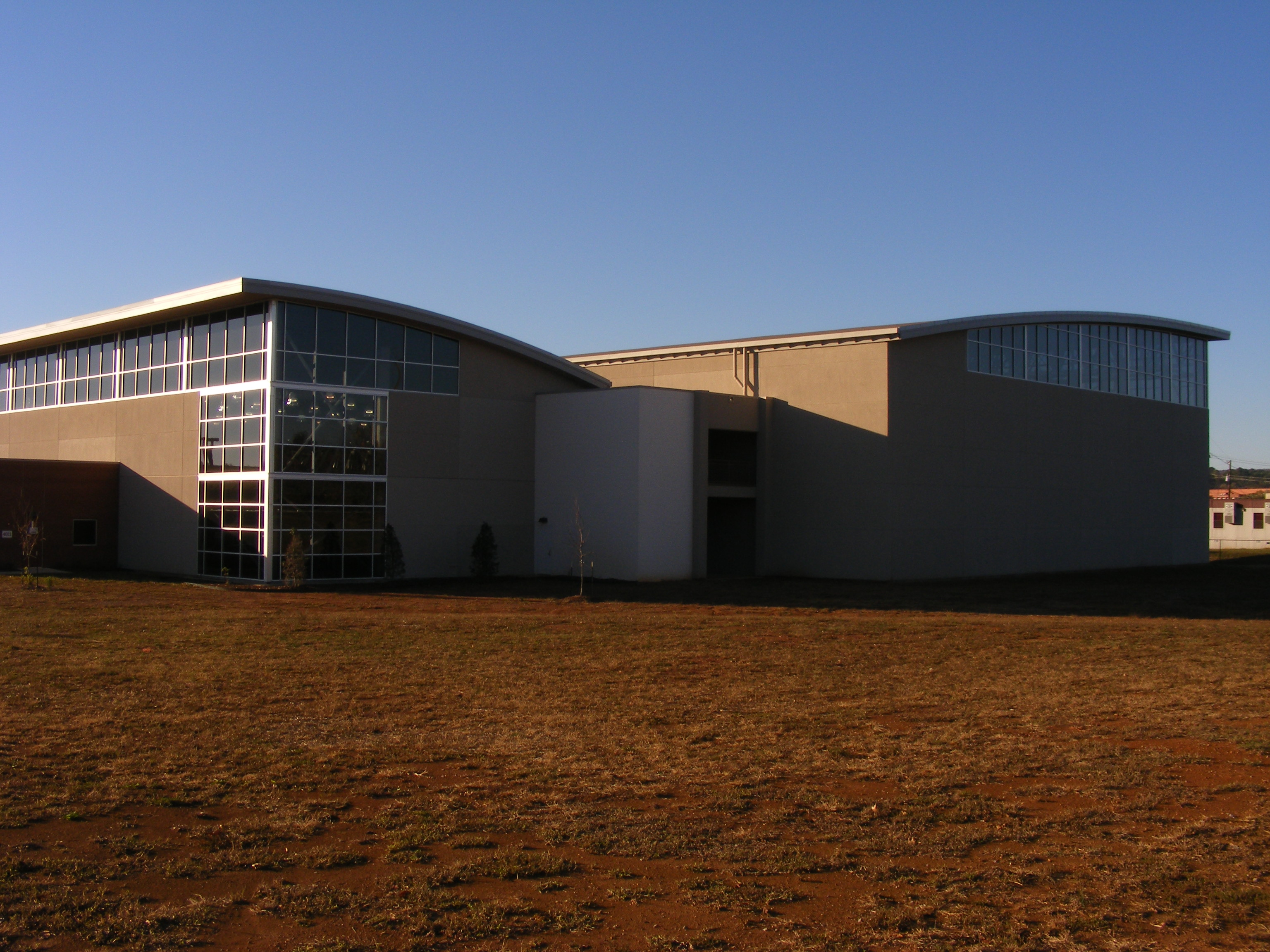
大學的學生健康與福利中心，2010年秋開設

阿拉巴馬農工大學（Alabama Agricultural and Mechanical University，簡稱：Alabama A&M University或AAMU）是一所位于美国阿拉巴馬州諾馬爾的公立大學、傳統黑人大學及贈地大學。 該大學創立於1875年，1949年改名為阿拉巴馬農工學院，1969年成為大學。2017年《美國新聞與世界報道》将其排在美国南部地区大学中第102位。

## 外部連結
- Official website （页面存档备份，存于）